# Danh sách vật thể trong Hệ Mặt Trời
Danh sách vật thể trong Hệ Mặt Trời theo thứ tự quỹ đạo khoảng cách tính từ Mặt Trời ra:
- Mặt Trời, một ngôi sao vàng G2V

## Các hành tinh vòng trong và Hành tinh đất đá
Các hành tinh vòng trong và Hành tinh đất đá:
- Sao Thủy
  - Danh sách các vật thể bay gần quỹ đạo Sao Thủy
- Sao Kim
  - Danh sách các vật thể bay gần quỹ đạo Sao Kim
    - 2002 VE68, bán vệ tinh của Sao Kim

- Trái Đất
  - Mặt Trăng

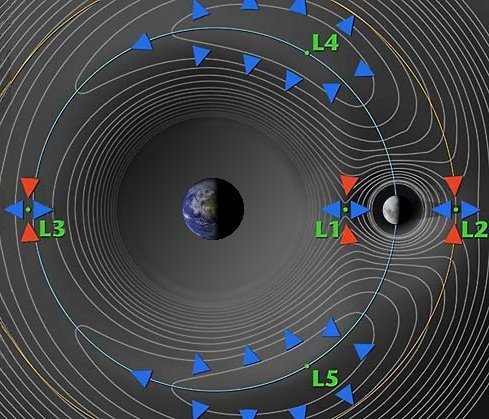
Vùng cân bằng hấp dẫn bởi Trái Đất và Mặt Trăng L_{4} và L_{5}

    - Đám mây Kordylewski (mang tên nhà thiên văn người Ba Lan Kazimierz Kordylewski) bao gồm các vật thể bị bắt giữ tại điểm Lagrange L4 và L5 bởi Trái Đất và Mặt Trăng

  - Các vật thể cận Trái Đất (trong đó có 99942 Apophis)
  - Các vật thể bị bắt giữ tại điểm Lagrange của Trái Đất: 2010 TK7
  - Các vật thể bay gần quỹ đạo Trái Đất
- Sao Hỏa
  - Deimos
  - Phobos
  - Các vật thể bị giữ bởi Sao Hoa tại điểm Lagrange
    - (121514) 1999 UJ7
    - 5261 Eureka
    - (101429) 1998 VF31

  - Các vật thể bay gần quỹ đạo Sao Hỏa

## Vành đai tiểu hành tinh
- Vành đai tiểu hành tinh và các vật thể chung quanh
  - Ceres, một hành tinh lùn trong vành đai tiểu hành tinh
  - Tiểu hành tinh trong vành đai, nằm giữa Sao Hỏa và Sao Mộc
    - Juno
    - Vesta
    - Số tiểu hành tinh lên đến hàng trăm nghìn, chi tiết xem các tiểu hành tinh đáng chú ý, danh sách tiểu hành tinh, danh sách các vật thể trong hệ Mặt Trời theo kích cỡ.

  - Một số nhóm nhỏ hơn nằm cách xa khỏi vành đai chính.
  - Vệ tinh của tiểu hành tinh

## Các hành tinh vòng ngoài
Các hành tinh vòng ngoài bao gồm các hành tinh khí khổng lồ, vệ tinh của chúng, các vật thể bị bắt giữ và một số tiểu hành tinh
- Sao Mộc
  - Vành đai của Sao Mộc
  - Các vệ tinh tự nhiên của Sao Mộc:
    - Io
    - Europa
    - Ganymede
    - Callisto

  - Các vật thể bị bắt giữ tại điểm cân bằng hấp dẫn giữa Sao Mộc và Mặt Trời
    - Danh sách tiểu hành tinh Troia (nhóm Hy Lạp)
    - Danh sách tiểu hành tinh Troia (nhóm Troia)
- Sao Thổ
  - Vành đai của Sao Thổ
  - Các vệ tinh tự nhiên của Sao Thổ:
    - Mimas
    - Enceladus
    - Tethys
    - Dione
    - Rhea
      - Vành đai của Rhea

    - Titan
    - Hyperion
    - Iapetus

  - Các thiên thể Troia của Sao Thổ
- Sao Thiên Vương
  - Vành đai của Sao Thiên Vương
  - Các vệ tinh tự nhiên của Sao Thiên Vương
    - Miranda
    - Ariel
    - Umbriel
    - Titania
    - Oberon
- Sao Hải Vương
  - Các vệ tinh tự nhiên của Sao Hải Vương

## Vật thể ngoài Sao Hải Vương
- Vành đai Kuiper (KBOs) 
  - Plutinos
    - Sao Diêm Vương, hành tinh lùn
      - Charon
      - Nix
      - Hydra

    - 90482 Orcus

  - Twotino
  - Cubewanos (thiên thể điển hình)
    - 50000 Quaoar
    - 20000 Varuna
    - Haumea, hành tinh lùn
      - Namaka
      - Hiʻiaka

    - Makemake, a dwarf planet
- Đĩa phân tán:
  - Eris, một hành tinh lùn
    - Dysnomia

  - (84522) 2002 TC302
  - 90377 Sedna (possibly inner Oort Cloud)
  - 2000 OO67 (sao chổi)
- Thiên thể tách rời
- Đám mây Oort (giả thuyết)
  - Đám mây Hills / Phía trong đám mây Oort
  - Phía ngoài đám mây Oort

## Vật thể khác
Hệ mặt trời cũng bao gồm: